# Тамаругаль
Тамаруга́ль, или Пампа-дель-Тамаругаль (исп. Раmра del Tamarugal) — пустынная равнина на севере Чили (от 19 до 22° южной широты), расположена в Продольной долине между Береговой и Западными Кордильерами. Высота 900—1200 м над уровнем моря, длина до 450 км, ширина 30-60 км, площадь 12 500 км². Климат тропический пустынный. Пустыня располагается на севере пустыни Атакама и считается её составной частью. Название получила из-за кустарника тамаруго, который отражает первоначальное состояние ландшафтов — степи с зарослями тамаруга. На плато располагается национальный заповедник Пампа-де-Тамаругаль.
В 1903 году на равнине Тамаругаль был найден метеорит Tamarugal весом около 320 кг.